# Ona Šimaitė
Ona Šimaitė (Akmenė, 6 gennaio 1894 – Parigi, 17 gennaio 1970) è stata una bibliotecaria lituana presso l'Università di Vilnius, sfruttò la sua posizione per aiutare e salvare gli ebrei nel ghetto di Vilnius durante la seconda guerra mondiale. È stata riconosciuta come una Giusta tra le nazioni.

## Biografia

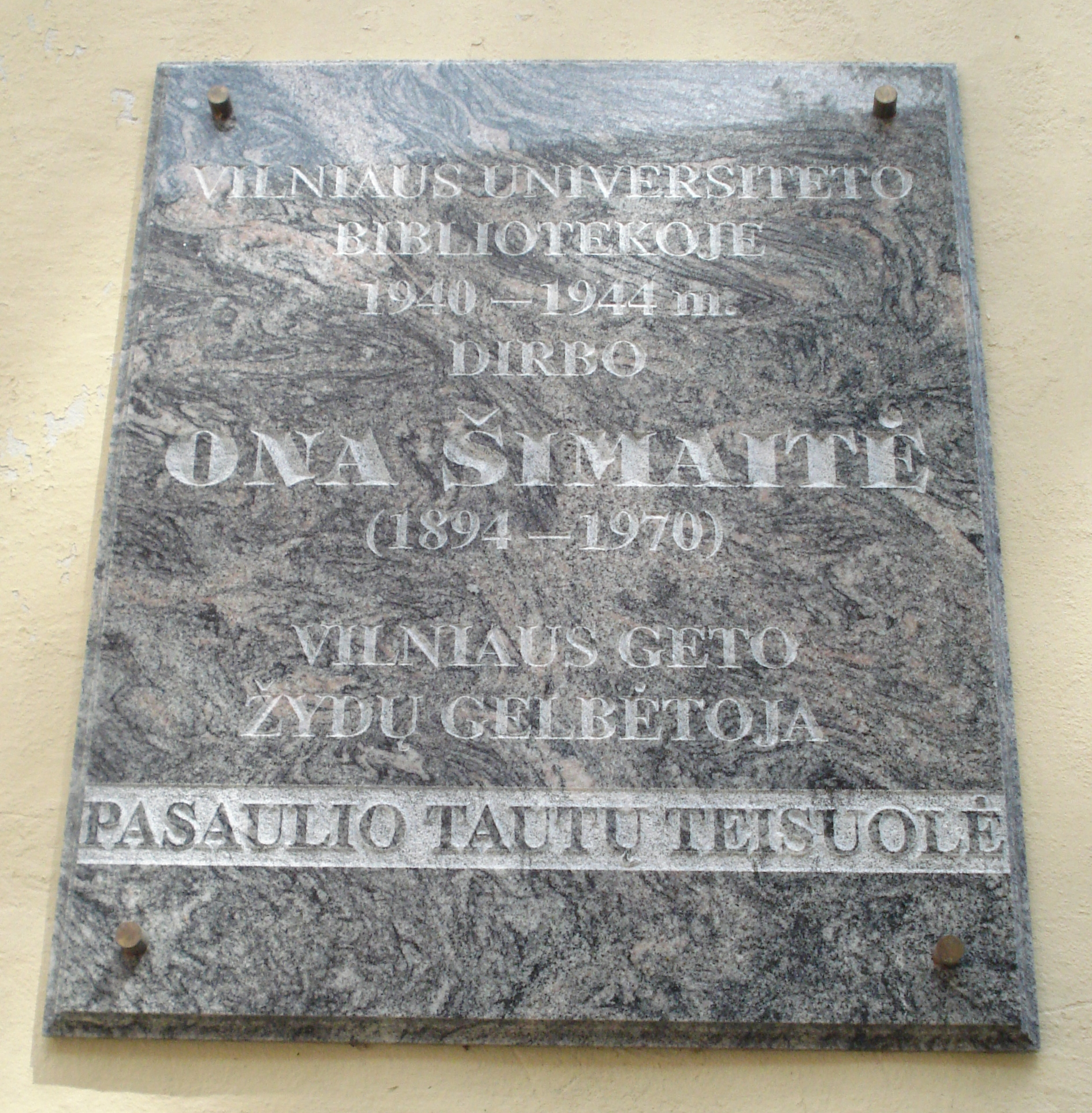
Targa posta a Vilnius in onore di Ona Šimaitė

Nata ad Akmenė in Lituania il 6 gennaio 1894, divenne bibliotecaria presso l'Università di Vilnius nel 1940. Nel 1941, i nazisti invasero la Lituania e crearono il Ghetto di Vilnius. Iniziò a frequentare il ghetto con il pretesto di recuperare i libri della biblioteca dagli studenti universitari ebrei. Nel corso dei tre anni successivi, contrabbandò cibo e armi leggere (aiutata da Kazys Boruta, tra gli altri), oltre che provviste e documenti per la Brigata di Carta; operò anche come corriere per gli abitanti del ghetto in modo da mantenere i contatti con il mondo esterno. Trovò anche alcune persone che avrebbero falsificato i documenti per gli ebrei, mise a disposizione la sua casa come rifugio temporaneo per gli ebrei e portò di nascosto alcuni bambini ebrei fuori dal ghetto alle famiglie che trovò disponibili a nasconderli.
Nell'aprile 1944, fu arrestata e torturata dalla Gestapo. Il riscatto pagato dal rettore dell'università le risparmiò l'esecuzione immediata; fu deportata a Dachau e poi trasferita in un campo di internamento in Francia. Dopo la liberazione rimase in Francia lavorando come bibliotecaria, tranne per il periodo dal 1953 al 1956 trascorso in Israele.
Il 15 marzo 1966, Yad Vashem riconobbe Ona Šimaitė come Giusta tra le nazioni, piantando un albero in suo onore. Morì a Parigi il 17 gennaio 1970 e, su sua richiesta, il suo corpo fu donato alla scienza. Nel 2015 le è stata intitolata a Vilnius la prima strada della Lituania in onore di un Giusto tra le Nazioni.